# 徳川家康 (1988年のテレビドラマ)
『徳川家康』（とくがわいえやす）は、日本の時代劇。TBS大型時代劇スペシャルの第二作として、1988年1月1日にTBS系列で放送された。製作 ： 東映 / TBS。

## 概要
桶狭間の戦いから関ヶ原の戦いまでの徳川家康（松方弘樹）に、豊臣秀吉（緒形拳）、織田信長（山城新伍）らや、家康の立身出世にその生涯を捧げた家臣・石川数正（千葉真一）を加えた四人を中心に、激動の戦国絵巻が展開される。家康の出世に際して、瀬名姫・築山御前（十朱幸代）、お万の方（かたせ梨乃）、くに（立花理佐）、右京/都草（名取裕子）、寧々（岩下志麻）、淀殿（池上季実子）などの美女が絡んでいく。
総制作費5億円をかけ、オールスターキャストで制作。2004年10月22日にビクターエンターテインメントからDVDが販売された。

## あらすじ
桶狭間の戦いのシーンから始まる。今川義元が織田信長の奇襲にあって命を落とした頃、まだ松平元康と名乗っていた家康は、今川軍の兵糧・荷駄を運搬する隊の指揮をとっていた。ちょうどその時に、今川軍を破って歓喜に沸き立つ織田軍の引き上げに遭遇する。そこに斥候に行っていた石川数正が戻ってきて、義元の戦死と今川軍の敗退を耳にする。圧倒的な今川軍の優勢にあったため俄かには信じられない家康は数正をつれて戦場に向かい、その敗退の様子を目にし愕然とする。落ち武者狩りから逃れ、居城の岡崎城に戻る。その頃、家康の正妻・瀬名は農家の捨て子・くに、と出会い、屋敷に連れ帰る。
家康は当初は今川家の本拠・駿府城に戻り、信長に対して亡き義元の弔い合戦を挑む腹積もりであったが、家臣たちの反対にあう。今川義元の嫡男・氏真は凡愚であり、今川の将来はないと判断してのことでもあった。その頃、妻・瀬名姫や長男・竹千代は、瀬名姫の実家、関口刑部親永宅にいた。今川家からの独立を目論む家康と家臣団は家康の妻子を岡崎に取り戻そうと、石川数正が駿府に行き瀬名に会うが、瀬名は岡崎行きを拒否する。そんな中、家康が織田家と同盟を結んだとの報せが駿府にもたらされる。怒った氏真は瀬名や子を捕らえ、処刑しようとする。その裏で、数正は、配下の服部半蔵らを率い、三河国・西郡城に潜入し、城主・鵜殿長照を殺害し、その妻を拉致した。鵜殿長照の妻は、今川義元の妹であり、氏真にとっては叔母であった。結局人質交換の形で、瀬名と竹千代は岡崎の家康の下へとたどり着くことになった。関口親永は一連の家康の行動に関しての責を負い、自害した。
家康は信長の居城・清洲城を訪れ、織田・徳川同盟の誓約を行う。宴の席上で、信長の娘・徳姫と竹千代改め、松平信康との婚約が決まる。織田徳川同盟締結後、信長は美濃、近江に勢力を伸ばし、家康は遠江を平定し、本拠を浜松へと移し浜松城を築いた。そんな中、甲斐の武田信玄が上洛の軍を興した。遠江・二俣城を落とし勢いに乗る武田軍に三方ヶ原で壊滅的な敗北を帰した。しかし武田信玄は病の為に他界し、武田軍は甲斐へひきあげ、家康は窮地を脱する。
信康は凛々しい武将に育ったが、気性が激しい若者であった。やがて信康は、瀬名の侍女となっていたくにと結ばれる。しかし徳姫付きの侍女がこれを知り、また今川家の血縁を誇る瀬名の言動を信長に報告する。これを反逆とみた信長は酒井忠次を召し出し、信康を岐阜城まで申し開きによこすように命じるが、家康が代わって申し開きをすることで一旦は信長の怒りをおさめることができた。瀬名は、ゆくゆくは天下を取って欲しい、と家康に伝える。
やがて武田信玄の子・勝頼が上洛の軍を催してくる。長篠での決戦に際して信長は、数千の鉄砲隊を含む３万の援軍を家康の下へと派遣する。三段構えの鉄砲戦術により武田軍を壊滅させ、家康は甲斐平定を目指して、信康とともに戦う。信長は念願の上洛を果たすものの、家康の戦いぶりに、「家康のやり方では甘い、自分より100年遅れる」と断言する。家康は信長ほど無情にはなれない自分を感じながらも自分のやり方を貫こうとする。
そんな中、今川家の旧臣・尾崎監物が武田勝頼の親書を携えて瀬名の下を訪れる。勝頼は徳川家と織田家との間を裂こうと、信康を取り込むもうとしたのである。悩んだ瀬名は勝頼の親書を侍女に持たせて信康に届けようとするが、途中で織田方に捕縛され、親書が信長の下へと届く。信長は瀬名と信康の首を岐阜に届けるよう、徳川方へと伝える。家康は瀬名に責任を負わせて信康を守ろうとするが、信長は軍勢を尾張三河の国境に進めて家康に圧力をかける。家康は困惑するものの、現時点での織田と徳川の兵力差には勝てないと悟る。瀬名は一切の責を負い、駿河の海を前にして自害する。瀬名に付き従っていたのは、侍女・くに１人。その目の前で数正は瀬名の首級をあげる。「うつしおの　夢さえ知らず　都草　露の黄泉路に　咲くぞ悲しき」の辞世の句を書いた懐紙と形見の髪を見つめ、家康は数正に天下取りの意思を明かす。
信長は右大臣に昇進し、琵琶湖畔の安土に築城する。５０歳になった信長は死後の織田家の後見を家康に依頼する。その夜、家康は突然羽柴秀吉の来訪を受ける。
1582年（天正10年）、家康は信長の勧めに従い、堺を訪れる。十国屋紅雪亭で浦風一座の念仏舞を観覧した家康は、一座の右京という女に目を留める。その夜、京都から本能寺で信長が明智光秀に討たれたことを知る。家康は右京の道案内で伊賀越えから三河へ戻る。岡崎城に戻った家康は全軍を結集し、明智討伐軍を催した。その途上、秀吉から、明智光秀を討ち取ったとの報せが届く。家康は軍勢を武田の旧領、甲斐・信濃に向け、勢力拡大を図る。
賤ヶ岳の戦いで柴田勝家の軍を破った秀吉は、勝家を越前・北の庄城へと追い詰め、勝家は妻・市とともに自害する。賤ヶ岳の戦勝祝いに家康は、初花の茶入れを手土産に石川数正を派遣する。秀吉の腹心・石田三成（この頃は石田佐吉と名乗っている）は数正を築城途上の大阪城へと案内する。山里曲輪の完成の折には大阪まで家康に来て欲しい、家康の子の１人を秀吉の養子にもらいうけたい、と三成は数正に伝えるが、どちらも数正は突っぱねる。
その頃、右京は家康の側室になり、家康の寵愛を受けていた。ある時、右京の正体が露見する。右京は、かつての瀬名の侍女・くにであった。瀬名の命を奪った家康と石川数正に復讐しようとしていたのだった。数正はそれを未然に防ぐ。やがて、家康は秀吉との小牧・長久手の戦いに突入する。両軍対峙の上で決定的な勝敗はつかず、家康と数正は豊臣方と和議を結ぶこととなる。石田三成と数正の会見にて、和議の条件は、①秀吉の母・大政所を徳川方へ人質に出す②家康の子・於義丸（お万の方との子、のちの結城秀康）を秀吉の後継者にすること③家康が秀吉の臣下になる ことであった。秀吉はそれに加え、妹・朝日姫を夫・佐治日向守と離別させ、家康の後妻に送り込む。ようやく家康は秀吉の招きに応じて大阪へ入った。秀吉との対面は無事に終わった。その後、秀吉は九州征伐、そして小田原の北条征伐へと向かう。小田原落城後、秀吉は家康に北条家旧領の関八州を与える代わりに、徳川家の旧領五カ国（三河、遠江、駿河、甲斐、信濃）を取り上げられることになった。徳川家として天下取りには大阪から離れた場所で兵馬を養い、自力を養うべきだと考えていた数正は、家臣団の憤懣を抑えるために家康と一芝居打つ。そして数正は家康にも無断で出奔する。家康は数正の出奔は知らぬことであったが、天下取りの好機到来、とのメッセージかもしれない、と考える。
数正は以前、三成の別邸で出会った侍女の１人のことが気になっていた。その侍女は都草と名乗っており、家康や自分にうらみを持つ侍女くにに似ていた上、そのくには家康の子供を妊娠しているのではないか、と考えたからであった。出奔した数正は三成の別邸を訪れ、都草に会う。都草には男の子が１人居た。しかも、若き日の松平信康に生き写しであった。三成から、その男の子の父は家康だと打ち明けられ、その子の養育を依頼される。都草はくにであったのだった。都草は悩んだ挙句、子供を数正に託すことにした。
そんな中、秀吉が逝去する。死の床で家康に誓約書を書かせて、秀頼を後継者に定めた。家康は大阪城・西の丸に居座り、秀吉の後継者の地位を狙う。そんな家康に淀殿や三成は敵意をむき出しにして秀頼を守ろうとする。伊達家や福島家との婚姻を進め、勢力拡大を進めた家康であったが、これは故・太閤秀吉が生前に大名間の勝手な婚姻を禁じていたにもかかわらずの行為であった。無論、家康がそれを知らないわけはなく、三成らの詰問に空とぼけで応戦する。三成の言動に怒りを覚えた家康は大老職を返上し、大阪城を退去する。三成は家康を倒そうとし、会津の雄、上杉景勝の挙兵を促す。家康は豊臣家への反逆者とし、豊臣恩顧の大名に総動員をかける。
石田三成は豊臣恩顧の大名の妻子を人質に取ろうと図るが、細川忠興の妻・ガラシャは焼身自殺をする。細川邸の焼け跡で、石川数正は都草と出会う。都草が生んだ家康の子は、元服の後、石川康長と名を改め、和泉国八万石の大名として、徳川勢につけた、と都草に告げる。親子の対面はさせるつもりはない、と。都草は１人、念仏舞の踊り手として、諸国をめぐることを決意し旅立っていく。
小山まで進んだところで石田三成の挙兵を知った家康は、福島正則を抱き込み、豊臣家恩顧の諸大名の同意をとりつけ引き返す。関ケ原で三成と激突、劣勢であったが、西軍の小早川秀秋の東軍への裏切りにより大勝利を得る。石田三成は斬首となる。戦国の覇者として、家康は意気揚々と大坂城に凱旋する。
最後は家康の遺訓（一部省略）を紹介して終幕。
「人の一生は、重荷を背負うて遠き道を行くが如し。急ぐべからず。不自由を常と思えば不足無し。勝つことばかりを知りて負くうることを知らざれば害その身に到る。及ばざるは過ぎたるより勝れり」

## キャスト
※エンディングクレジット表記順。
- 松方弘樹 ： 徳川家康[3]
- 十朱幸代 ： 瀬名姫(築山殿)
- 名取裕子 ： 右京
- かたせ梨乃 ： お万の方
- 野村宏伸 ： 徳川信康
- 立花理佐 ： くに/都草
- 加納みゆき ： 細川ガラシャ
- 山本陽一 ： 小早川秀秋
- 小西博之 ： 福島正則
- 国広富之 ： 織田信雄
- 綿引勝彦 ： 本多忠勝
- 高岡健二 ： 井伊直政
- 渡辺篤史 ： 大久保彦左衛門
- 黒崎輝 ： 服部半蔵
- 伊吹剛 ： 本多正信
- 伊藤敏孝 ： 安藤直次
- 真夏竜吾 ： 豊臣秀次
- 大出俊 ： 細川忠興
- 沖田浩之 ： 今川氏真
- 西田健 ： 長束正家
- 久富惟晴 ： 柴田勝家
- 五代高之 ： 宇喜多秀家
- 小沢象 ： 前田利家
- 浜田晃 ： 毛利輝元
- 長谷川哲夫 ： 増田長盛
- 成瀬正孝 ： 大谷吉継
- 高野真二 ： 平岡石見
- 佐藤京一 ： 加藤清正
- 宮内洋 ： 朝比奈泰能
- 林彰太郎 ：
- 中村錦司 ：
- 有川正治 ：
- 丘路千 ：
- 川浪公次郎 ： 今川義元
- 高並功 ：
- 白川浩二郎 ：
- 五十嵐義弘 ：
- 蓑和田良太 ：
- 阿波地大輔 ： 甲斐・恵林寺の僧
- 佐野アツ子 ：
- 斉藤絵里 ：
- 松岡知重 ：
- 森永奈緒美 ： 徳姫
- 森朝子 ：
- 丸平峯子 ：
- 久米朗子 ：
- 桃山舞子 ：
- 清水まゆみ ： 酒井忠次の妻
- 佐久間良子（特別出演） ： 濃姫
- 緒形拳 ： 豊臣秀吉[4]
- 岩下志麻（特別出演） ： 北の政所
- 福原学 ： 竹千代（松平信康の幼少期） / 佐吉（二役）
- 小日向範成 ：
- 岩渕夢菜 ：
- 土倉有貴 ： 豊臣秀頼
- 池原和則 ：
- 坂内千帆 ：
- 生駒恭明 ：
- 秋元大幸 ：
- 星野美恵子 ：
- 美松艶子 ：
- 鈴川法子 ：
- 田辺ひとみ ：
- 谷口朋子 ：
- 早見ユカ ：
- 藤間富陽 ：
- 服部恵美 ：
- 谷口友香 ：
- 西嶋瞳 ：
- 崎津隆介 ：
- 甲斐道夫 ：
- 井上清和 ：
- 稲田竜雄 ：
- 江原政一 ：
- 勝野賢三 ：
- タンクロー ：
- 宮路佳具 ：
- 岩井田浩己 ：
- 松田吉博 ：
- 北村明男 ：
- 山田永二 ：
- 溝口敏成 ：
- 竜大介 ：
- 泉好太郎 ：
- 疋田泰盛 ：
- 壬生新太郎 ：
- 西山清孝 ：
- 白井滋郎 ：
- 藤長照夫 ：
- 山田良樹 ：
- 内藤康夫 ：
- 木谷邦臣 ：
- 池田謙治 ：
- 池田弘治 ：
- 小船秋夫 ：
- 富永佳代子 ：
- 鮎川いずみ ： はやの
- 二宮さよ子 ： 十国屋紅雪
- 吉田日出子 ： 朝日姫
- 黒木瞳 ： 佐登（石川数正の妻）
- 長門裕之 ： 酒井忠次
- 夏八木勲 ： 尾崎監物
- 室田日出男 ： 島左近
- 藤岡琢也 ： 鳥居忠吉
- 丹波哲郎（友情出演）  ： 関口親永
- 江守徹 ： ナレーター
- 池上季実子 ： 淀君
- 真田広之 ： 石田三成[5]
- 山城新伍 ： 織田信長
- 千葉真一 ： 石川数正

## スタッフ
※エンディングクレジット表記順。
- 制作 ： 日下部五朗
- 企画 ： 佐伯明・清水敬三・岸本吟一
- プロデューサー ： 豊島泉・天野和人・浜井誠 (TBS )
- 原案・脚本 ： 高田宏治
- 撮影 ： 北坂清・深沢信行・松本嘉通
- 美術 ： 井川徳道・真鍋敏之
- 照明 ： 渡辺喜和・目良昭一・高桑次信・須安久登・宮西孝明
- 録音 ： 西村良・佐俣マイク・山口勉
- 整音 ： 伊藤宏一
- 音響効果 ： 竹本洋二・和田秀明
- 編集 ： 市田勇・小磯真佐美・坂口由美
- 記録 ： 森村幸子
- 監修補佐 ： 清水彰
- 音響コーディネーター ： 阿部郷子
- 音楽 ： 渡辺俊幸
- 監督補佐 ： 五大院将貴・苫米地祥宏
- 装置 ： 増田道清・今西敏博
- 装飾 ： 窪田治・三木雅彦・宮村敏正
- 背景 ： 西村三郎
- 衣裳 ： 豊中健・古賀博隆
- 美粧 ： 久斗敏厚・田中利男
- 結髪 ： 福本るみ・小西知子
- 擬斗 ： 土井淳之祐（東映剣会）
- 和楽 ： 中本哲
- 舞踊振付 ： 藤間紋蔵
- 能指導 ： 掛川昭二
- 演技事務 ： 佐波正彦
- スチール ： 小山田幸生
- 進行 ： 尾崎隆夫
- 進行主任 ： 長岡功
- 協力 ： 国宝彦根城・京都御室仁和寺・京都大覚寺・岸本乗馬センター
- 監督 ： 降旗康男
- 製作 ： 東映 / TBS